# Abdullah al-Thani
Abdullah al-Thani ou Abdullah al-Thinni (em árabe: عبد الله الثني; Cano, 7 de janeiro de 1954) é um político líbio que tem servido como primeiro-ministro desde março de 2014, após a queda do governo de Ali Zeidan.

## Biografia
Nascido em 1954, al-Thani foi nomeado Ministro da Defesa em 5 de agosto de 2013. Poucos meses depois, o parlamento da Líbia o nomeou de forma interina como primeiro-ministro substituto do demitido Ali Zeidan, acusado de não impedir a fuga de petróleo dos portos líbios, até a convocação de novas eleições.
Embora tenha renunciado em abril, alegando ameaças a sua segurança, ele foi reconduzido ao poder por ordem judicial que atendia acusações de irregularidades nas eleições de julho daquele ano. Contudo, o Parlamento e do Executivo de Trípoli se negaram a se dissolver após o pleito, que reconhece Omar al-Hasi como primeiro-ministro, enquanto Abdullah al-Thani - apoiado pelos Estados Unidos e Europa - montou um governo primeiramente em Bengazi e depois em Tobruque, nesta última requisitando um grande hotel para albergar os funcionários e os ministros do seu governo. Desde então, a Líbia tem dois governos em disputa, um em Tobruque e outro em Trípoli, enquanto o país vive a segunda fase de uma Guerra Civil Líbia.